# Santa Maria della Croce
Santa Maria della Croce (Santa Maréa in dialetto cremasco) è un quartiere suburbano di Crema, posto a nord della città oltre il Canale Vacchelli lungo la strada per Bergamo.
Prende nome dall'omonimo santuario rinascimentale, attorno al quale si è sviluppato il nucleo abitato.

## Storia
Il centro abitato di Santa Maria della Croce, sulla strada per Bergamo, si sviluppò intorno all'omonimo santuario, posto alcuni chilometri a nord della città. Costituiva il centro di un territorio comunale autonomo.
In età napoleonica (1810-16) Santa Maria della Croce fu frazione della città di Crema, recuperando l'autonomia con la costituzione del Regno Lombardo-Veneto.
All'Unità d'Italia (1861) contava 920 abitanti.
Nel 1875 il limitrofo comune di Vairano Cremasco fu smembrato, assegnando a Santa Maria della Croce il capoluogo (Vairano), e alla città di Crema la frazione Mulini..
Nel 1928 Santa Maria della Croce fu aggregata definitivamente alla città di Crema.

### La parrocchia
Le vicende di Santa Maria della Croce sono strettamente legate al santuario. Nel 1494 l'edificio fu dichiarato chiesa sussidiaria dell'Ospedale Maggiore di Crema, ma nel 1585 fu aggregato all'erigenda parrocchia di Pianengo. Tra il 1684 ed il 1810 il santuario fu retto dall'ordine dei Carmelitani Scalzi, quindi, dopo le soppressioni napoleoniche, la chiesa tornò di nuovo sotto la giurisdizione di Pianengo. Infine, nel 1828 monsignor Tommaso Ronna istituì la parrocchia di Santa Maria della Croce che divenne attiva due anni dopo.

## Monumenti e luoghi d'interesse

### Architetture religiose
Il santuario di Santa Maria della Croce, il più importante santuario della diocesi di Crema, unica chiesa giubilare nel 2000 oltre la cattedrale di Crema

### Architetture civili
Grazie alla vicinanza della città di Crema, ma anche grazie all'amenità e alla tranquillità del luogo, molte nobili famiglie costruirono qui importanti residenze:
- Villa Tensini, Labadini, oggi Edallo; mirabile residenza costruita a partire dal 1622 in stile milanese ispirata ai disegni di Francesco Maria Richini; è nota anche per un salone delle feste affrescato nel 1632 da Gian Giacomo Barbelli.
- Villino Tensini Acerbi; risalente agli inizi del XIX secolo in stile razionalistico.
- Villa Negritella; edificio neoclassico, con grande brolo lombardo.
- Villa Carioni, Crespi, Zaghen; è posta in posizione isolata e in parte riadattata in stile liberty agli inizi del XX secolo.
- Villa Donati, Lunghi; in stile romantico, forse progettata da Gio Ponti.

È inoltre da ricordare che ai margini settentrionali dell'abitato, lungo via Mulini, sorgeva la villa delle Torricelle, grande residenza estiva dei vescovi di Crema, demolita verso la metà del XIX secolo. Di essa rimangono dei disegni e alcuni brani inglobati in un'abitazione privata.

## Società

### Tradizioni e folclore
Gli abitanti di Santa Maria della Croce hanno una scormagna (soprannome): làa bulète (letteralmente: lava mutande sporche di bisogni fisiologici, naturalmente nella traduzione si perde l'ironia e l'arguzie del dialetto). Deriva dall'attività prevalente esercitata un tempo nel paese, quello dei lavandai, insediati prevalentemente lungo via Mulini sfruttando le acque delle rogge Morgola e Senazza.
Inoltre quasi tutti gli abitanti di Santa Maria possedevano una scurmagna in base a vari motivi:
- A seconda delle fattezze ( es. "Melù" da Melone)
- A seconda del carattere (es. "caghèta" per indicare la viltà)
- A seconda del lavoro (es. "puturì" da pittore)
- Senza una ragione precisa, ma solamente perché si addiceva all'interessato( es. "ciöcia macarù")

### La poesia cremasca
Il più famoso rappresentante della poesia in dialetto cremasco fu Federico Pesadori che, a proposito della città di Crema, scrisse "o cara Crema", una poesia che celebra la sua città natale.

### I lavandai di Santa Maria della Croce
"I laander de Santa Marea" sono una realtà importante del passato di   Santa Maria della Croce a Crema.  Il mestiere dei lavandai era qui praticato da secoli. Fin dal '700 questo impiego impegnava il 20% della popolazione, soprattutto i ceti meno agiati, in quanto si prestavano al lavaggio dei panni delle famiglie più vicine.  Santa Maria era l'unico luogo del territorio in cui questa attività era praticata a livello professionale e su vasta scala. Le varie rogge che attraversano il paese da nord a sud possedevano tanti ruscelli e colatori derivati che assicuravano ai lavandai per tutto l'anno l'elemento primario del loro lavoro. Nacque così una corporazione di lavandai. Ancora nel periodo tra le due guerre mondiali si contavano ben 25 famiglie. Se si calcola che nell'attività era impegnata tutta la famiglia, uomini, donne e ragazzi, si può dedurre che il numero degli artigiani della pulizia dei panni era alquanto rilevante.
Il lavoro dei lavandai aveva un ciclo settimanale scandito nei sette giorni. L'unica variabile era l'alternarsi delle stagioni che poteva renderlo un po' meno gravoso nel clima mite della primavera, o massacrante negli inverni freddi. Per il resto il ciclo lavorativo si ripeteva sempre uguale per tutto l'arco dell'anno. 

#### Organizzazione settimanale
- Il lunedì era il giorno della raccolta dei panni da lavare, in essa era occupata un po' tutta la famiglia. I lavandai, le donne e i ragazzi passavano nelle case per ritirare la biancheria lasciata sugli usci, contrassegnati con un segno di riconoscimento, caricarla e portarla a Santa Maria. Una famiglia di lavandai aveva più di ottanta famiglie di clienti. Spesso ci si intratteneva nella casa del cliente se si volevano intrattenere buoni rapporti con la clientela, era l'occasione per fare raccolta di notizie “fresche” che poi le lavandaie avrebbero raccontato in paese nei cortili e nelle osterie. La raccolta durava fino a sera.
- Il martedì mattina si provvedeva all'operazione di suddivisione della biancheria. Spesso essa si presentava talmente sudicia e maleodorante che bisognava essere forti di stomaco per metterci le mani. A volte il sacco veniva trovato pieno di pidocchi, ma non era permesso rimproverare alcun cliente. Se però nel sacco erano presenti piattole o cimici, allora il cliente veniva avvertito che, nel caso la cosa si fosse ripetuta, non avrebbe più potuto usufruire del servizio. L'operazione della suddivisione cominciava con il vuotare il contenuto dei sacchi all'interno di appositi secchi, veniva quindi segnato ogni capo di un medesimo cliente per non confondere i panni dei vari proprietari. Successivamente si separava la biancheria per capi simili e, mano a mano che venivano smistati, i panni erano portati al fosso dagli uomini.

Il pomeriggio del martedì, invece,  era dedicato al lavaggio, che avveniva all'interno di un mastello.
- Il mercoledì era il giorno del lavaggio e dello sciacquo fatti al fosso. Le famiglie di lavandai avevano la casa sulle rive delle varie rogge che attraversavano l'abitato di Santa Maria e, alcune di esse, avevano addirittura un'apertura diretta della casa sul fosso. Il lavandaio, per raggiungere la superficie dell'acqua, doveva stare chinato per ore a testa in giù, rendendo il lavoro molto pesante. Infatti, lavare al fosso, era uno dei lavori più faticosi, sia per la posizione nella quale i lavandai dovevano restare per tutta la giornata, sia per le condizioni atmosferiche.

Problema particolare era quello dell'acqua dei fossi; bisognava infatti pagarla ai proprietari delle rogge, per evitare che i campi venissero irrigati il mercoledì. 
Inoltre ogni lavandaio doveva possedere un piccolo appezzamento di terreno vicino alla casa, che serviva a stendere i panni senza invadere la proprietà altrui. 
- Il giovedì la giornata era dedicata ad una nuova cernita per riconoscere i panni dei vari clienti, ridistribuirli nei sacchi di tela e prepararli per la consegna. Al mattino presto i panni venivano accuratamente piegati, mai stirati e messi in pile di capi simili. Nel pomeriggio si toglievano i segni personali e si mettevano i vari capi nei sacchi. Naturalmente in ogni sacco veniva messo il biglietto con l'importo da pagare.
- Venerdì e sabato erano i giorni della riconsegna: si caricavano i sacchi sul carretto e si partiva per Crema con tutta la famiglia. Il pagamento era fatto alla consegna; il prezzo variava in base allo stato nel quale era stato ritirato. In due casi il lavandaio accettava di non essere pagato subito: o quando il cliente era di vecchia data o quando aveva tanti arretrati. Il pagamento dei panni era condotto dalle donne e avveniva l'ultimo venerdì di ogni mese. L'unico servizio gratuito era quello fatto alla propria chiesa.
- La domenica era usata dai lavandai per andare per i paesi del circondario cremasco, dove vi erano clienti provenienti dalle famiglie più benestanti. In Crema il giro dei clienti era settimanale, mentre nei paesi si passava ogni 15 giorni.  Durante la giornata si provvedeva sia alla consegna dei panni puliti sia al ritiro di quelli sporchi.

### La fiera
Ogni anno alla fine del mese di marzo si tiene la fiera di santa Maria della Croce che si tiene ininterrottamente attorno al santuario fin dall'anno 1666.

## Cultura

### Istruzione

#### Scuole
Vi hanno sede la scuola dell'infanzia paritaria Santa Maria della Croce e la scuola primaria statale intitolata a Carlo Alberto dalla Chiesa.
Nel quartiere vi ha sede anche l'istituto tecnico e professionale per l'agricoltura e l'ambiente Stanga (perito agrario, diploma di agrotecnico)